# 康乃馨 (電視劇)
《康乃馨》（日语： Kānēshon ?），是日本NHK電視台2011年度下半年的晨間劇，由NHK大阪放送局（BK局）拍攝製作，尾野真千子主演。

## 概要
於2006年以92歲高齡逝世的日本女性時裝設計師小篠綾子（同時也是著名設計師小篠弘子、小篠順子、小篠美智子三姊妹的母親）為原型，講述主人公小原糸子（尾野真千子 飾）身為母親和服裝設計師，一生充滿淚水與歡笑的人生奮鬥故事。
由NHK大阪放送局製作，也是五年來首部以大阪府作為舞台的晨間劇。大阪局於2011年1月13日召開記者招待會說明製作概要，2011年3月7日正式宣布起用尾野真千子為女主角。
原本計劃2011年9月26日開始播出，但由於東日本大地震的發生，前兩檔《鐵板》與《太陽公公》的播放時間都順延一週，因此《康乃馨》延至10月3日才首播，總集數比原計劃縮減一週（6集）。
本劇為首部完全採用非交錯掃描式（Progressive）攝影機拍攝的晨間小說連續劇，在此之前NHK已有白洲次郎、坂上之雲等特別劇以及2010年以後的大河劇（如「龍馬傳」、「江～公主們的戰國～」等）採用。
另外，本劇各週的副標題皆是以花語來命名，例如第一週的「あこがれ」（嚮往）即為向日葵的花語。
主演的尾野真千子以近30歲之齡徵選上女主角，為當時晨間劇史上第二高齡主演者（此劇之前晨間劇平均主演者的年齡為22歲）。

## 製作過程
劇名《康乃馨》是由編劇渡邊提出，但遭到NHK高層反對，認為應該使用女主角名字，如《糸子ちゃん》這樣像過往晨間劇常用的取名規則。但渡邊是查詢了康乃馨的花語之後才決定使用此劇名（花語為「經得起一切考驗的真誠」），高層甚至表示不惜將製作人撤下製作統籌的職位，但此劇製作人城谷和編劇仍堅持使用此名。

## 演員陣容

### 主角
- 小原糸子：童年：二宮星、14歲～60歲：尾野真千子、晚年：夏木麻里

本故事的女主角。善作與千代的大女兒，優子、直子、聰子的母親，里惠、里香、修平的外婆。有著頑皮的個性，喜歡山車祭。將來的夢想是成為木匠，由於能夠登上地車的屋頂可是代代都是以男性為主，所以後來想要成為木匠的夢想便放棄了。1925年（大正14年）新年在祝賀前往神戶的外公家看到有穿洋裝的人偶，小勇就帶他到附近（敷地內？）的舞廳內，而突然地和外國人參與跳舞，知道西服這樣的事情。
在收取金錢時遇到寬太他們並打起架來，結果讓收取到的金錢在河川中流失了。在回家後，父親善作聽聞了這件事情而生氣嘓了她一巴掌並說「女人像男人一樣使用暴力成何體統」。而且，她所讀的教科書上也描寫女性該有女性的樣子，而看看母親千代・奶奶阿春的樣子讓她對未來很失望。後來外婆貞子送給她外國客人小孩用的洋裝，不過尺寸太小只能給她的妹妹們穿讓她很失望，這與「地車」不同，她希望女人，總有一天也能夠加入其中。在那之後，附近的阿姨們在討論關西目前流行的洋裝「清涼裝」，而她認為這個她可以縫出來，就借了清涼裝，並回到家用裡剩下的布，惡戰苦鬥的把它給完成。
1927年（昭和2年）進入女子學校就學（14歲，尾野飾演），上課幾乎沒在聽，腦子想的全是清涼裝的事情。有一天，在收取金錢時經過「桝谷男褲店」而第一次看到「縫紉機」的她好驚訝，並以坐在地車的心情看，在那之後每一天，不論颳風下雨，都去桝谷男褲店前的玻璃門觀察縫紉機。並在那情況下與桝谷幸吉相遇，並被招待到店裡接觸縫紉機，並很高興的在店裡幫忙做些雜事。由於這樣她希望在畢業後於幸吉的店裡工作，不過後來她想女子中學休學後在桝谷男褲店裡工作，被善作知道好後好幾次來求善作都被毆打。在經過持續的反抗後，由於經過縫洋裝和縫紉機的熱情被善作認同，並允許要她在地車祭結束後以「學習」為前提到桝谷男褲店工作。
在男褲店工作最初，由於店裡的情況不同周遭的員工的態度都對她很嚴格，不讓她用縫紉機做事，並把她當打雜用的，想起母親千代說自己被妹妹認可而加油，並轉換心情而努力著。1930年（昭和5年），前輩的員工們都以「紙椎的小原」稱呼她，雖然失敗很多次，不過在男褲店工作時已經習慣了。為了縫西服的前階段，從店長夫人那裡得到了幸吉穿的舊浴衣，並用店內的縫紉機開始製作清涼裝，想要送給善作。但是善作因為木岡的鞋店的鞋子的事情讓他很不高興，因此對於那件衣服很不喜歡並要千代把它給丟了，不過千代卻把它給放在店內的其他商品裡。在那之後，有位來買足袋的男性客人看到的清涼裝，最後以50錢買下了，被善作認可已在店裡製作清涼裝,但是由於昭和恐慌的經濟不景氣，被幸吉告知她在男褲店的工作被解雇了。為了維持家計，她開始找工作，但因為都被拒絕而感到灰心，就在這個時候她遇到了從東京派遣來實際表演的根岸良子。想請她教她西服的剪裁，最初根岸拒絕了，但是因為善作的援助，讓根岸再回東京的前1週，教導她洋裝和西服的基本的製作方法。
1932年（昭和7年）時變得會縫西服了，但是西服的需求並沒有很大，因此讓她只在縫手提袋和圍裙。同年的年底（聖誕節前）發生了東京的黑田屋百貨公司的火災（日本橋的白木屋百貨公司的火災為原型），有很多造成死者和傷者的一個原因是因為店員都穿著和服，在報紙的報導並讀到這事情，在看了報紙的報導後她自己就帶著自己做的洋裝跑著前往心齋橋的百貨公司。1934年（昭和9年）「小原洋裝店」開幕，糸子終於有了屬於自己的店。
之後結婚和丈夫生了3個女兒，但丈夫因為戰爭而陣亡，只好一人獨自撫養3個女兒，女兒們也為她生了3個孫子，她成為了祖母。2006年（平成18年）3月26日在醫院安詳過世。
以「小篠三姊妹」的母親，小篠綾子為其原型。
因為童星二宮在交給下一位演員的第6回（第1週的星期六）比預定時間較早播出，所以節目介紹宣傳和第1話的故事的畫面裡，尾野和二宮一起登場。童星二宮因播出後大受歡迎，她除了演出小原糸子的少女時代外，女兒直子的少女時代也由她演出。
尾野是演到第22週、第127回，1973年（昭和48年）的山車祭當日（年齡設定是60歲），12年後的1985年（昭和60年）10月72歲起由夏木演出。本劇完結篇的最終畫面，是飾演糸子不同時期的演員二宮星、尾野真千子及夏木麻里三人的合照。

### 岸和田・小原家
經營「小原和服店」，糸子的娘家。
- 小原善作：小林薰

糸子的父親，糸子三個孩子的爺爺。對於志願要做西服的糸子經常很嚴格且會使用暴力，不過其實是個尊重而深深理解女兒想法的父親。
對於家人十分嚴厲，但其實是很謹慎的人。在買賣方面時有不如意，由於對於理財不擅長，因此讓糸子掌管家計。
作為千代的新娘裁縫卻與千代相戀最後私定終身而結婚。因此一直與千代的娘家、松坂家難以相處。
由於時代在進步，世間洋裝化正大幅的度的前進，並讓和服銷售額每況愈下，因此開了希望銷售額復甦而開設能樂的教室，但是業績還是一蹶不振。在那之後本地的大地主，神宮寺源藏向他訂了給自己女兒的新娘裝一套，並在去借錢時拜訪了松坂家，不過卻被岳父懷疑和服店未來可能會倒閉。因為這件事情，看見了流淚而對奶奶阿春說要縫西服和用縫紉機的事情的熱情的糸子，就同意讓糸子在補丁店「學習」。
從此之後他自己管家，勉強繼續經營並維持現狀，1930年（昭和5年）時看到西服和鞋子、收音機等當時尖端商品讓他憤怒。但是由於千代並沒有依他指示丟掉糸子送的男性清涼裝，結果清涼裝熱賣，為了推銷清涼裝自己也開始穿了。
在補丁店被解雇的糸子，在那之後請求外婆貞子購買裁縫機，並向根岸良子請求教導糸子做西服，但被他給激烈反對。後來桝谷幸吉說糸子有做西服的優秀天分，善作看著和服店的每況愈下，為了將來前往心齋橋拜訪縫紉機講師根岸良子，請求她教糸子做西服。應根岸要求，教她唱能樂作為交換條件。
由於在布匹的販賣銷售的不景氣中，為了稍微改變家中的狀況並向木之元電器店購買中古收音機，讓糸子得以獲知1932年（昭和7年）的黑田屋百貨公司的火災廣播新聞。
對於去心齋橋百貨公司毛遂自薦的糸子，提議試著製作制服樣品的建議。結果被採用了，在確定要製作的時候糸子打算要向松坂家借裁縫機遭他反對，無法轉圜。結果，家庭成員都與他敵對，後來由於來自百貨公司的工作增加，善作遂下定決心，處理店內的布料用來購買縫紉機。角色原型為小篠綾子的父親小篠甚作。
1943年（昭和18年）1月的深夜，在使用懷爐的油瓶時誤將火鉢弄倒時引起火災，而在4月27日的以溫泉治療的石川縣的山際溫泉時，突然死亡，享年59歲。
1973年（昭和48年）9月地車祭當天夜裡，有出現他的幽靈在自家的走廊下喝酒的場面。
- 小原千代：麻生祐未

糸子的母親，本姓松坂。糸子三個孩子的奶奶。神戶的富裕之家出身。不顧父親的反對，像私奔一樣的和善作結婚了。有著溫柔的個性，可是在善作面前變得很畏縮且優柔寡斷。1985年時已成故人。角色原型為小篠綾子的母親小篠花。
- 小原春：正司照枝

糸子的奶奶（善作的母親），糸子三個孩子的祖奶奶（曾祖母）。個性有些古板，最初對於現代風貌的根岸良子沒興趣，但因良子非常喜歡阿春煮的沙丁魚，而和她敞開心扉。
在靜子嫁出後的隔月的1946年（昭和21年）6月11日，安詳的過世。
- 小原靜子：柳生美結（少女時代：荒田悠良）

糸子的大妹，小原家的次女。在女子學校的成績很優秀，希望在畢業後決定在公司工作，1933年（昭和8年）初春，想試試看公司的工作就幫忙糸子服務，之後接受補丁100件並次隔天交貨的條件。可是當時糸子還有沒有僱用人的名氣，所以同年在女子學校畢業後就在公司開始工作了。1946年（昭和21年）與從戰場平安回來的男友（濱口秀二飾演，僅在劇中短暫出現）結婚。1958年（昭和33年）時已育有一男一女。
- 小原清子：真木明→坂口梓（少女時代：村上凜）

糸子的二妹，小原家的三女。1946年（昭和21年）7月結婚。
- 小原光子：吉田葵依→杉岡詩織（少女時代：花田鼓）

糸子的三妹，小原家的四女。1947年（昭和22年）結婚。
- 川本勝→小原勝：駿河太郎

糸子的丈夫，個性隨和、樂天，是糸子在皇家西服店工作的同僚，店裡唯一對糸子親切且伸出援手的人，欣賞她不畏艱難的工作態度。在糸子辭掉西服店的工作後念念不忘，先後造訪末松商店、糸子的家，後來透過正一仲介與善作提親，第八週「幸運者」與糸子完成婚禮，入贅小原家。
1945年（昭和20年）5月18日，在中國湖南省陸軍兵站醫院病死，7月戰死公報送至小原家。角色原型為小篠綾子的丈夫川崎武一
- 小原優子：新山千春（年幼時代、少女時代：瀨尾真優→花田優里音→野田琴乃）

糸子的長女。1959年（昭和34年）與梶村悟（内田滋飾演）結婚，之後生了女兒。1973年（昭和48年）與丈夫離婚。角色原型為小篠弘子（1937年1月15日生）
- 小原直子：川崎亞沙美 （年幼時代、少女時代：鈴木紗良→心花→二宮星）

糸子的次女。1970年（昭和45年）與小自己5歲的「美男子」大輔（森下竣平飾演）結婚。角色原型為小篠順子（1939年8月25日生）
- 小原聰子：安田美沙子 （年幼時代、少女時代：杉本湖凛→村崎真彩）

糸子的三女。父親阿勝出征，爺爺善作因為火災而受了傷，她在戰亂中誕生，名字是由松坂的曾祖父母（祖外公祖外婆）命名的。角色原型為小篠美智子（1943年1月29日生）
- 小原里惠：東岡亞美（少女時代：龜井理沙）

優子的長女（糸子的孫女），婚後育有一子一女。
- 小原里香：小島藤子

優子的次女（糸子的孫女），1985年因為叛逆而輟學離家出走，之後決心振作，回到東京完成高中學業。最初在外婆糸子的店中幫忙，外婆過世後，她成為母親優子的助理，在母親優子嚴格指導下，日後成為優秀的服裝設計師。婚後育有一女。角色原型為小篠弘子的次女小篠由實（1968年5月17日生）
- 修平：西村亮海

直子的長男（糸子的孫子）

### 小原洋裝店
- 昌子：玄覺悠子

小原洋裝店的縫衣女子。關於店舖方面的經營有給糸子適當的意見，也常給糸子加油打氣。被糸子稱呼為「小昌」。
- 凜：大谷澪

小原洋裝店的縫衣女子。被糸子看好的孩子。
- 幸子：高田真衣

小原洋裝店的縫衣女子。被糸子稱呼為「小幸」。
- 留：吉澤紗那

小原洋裝店的縫衣女子。
- 松田惠：六角精兒

名字是女性，本人卻是男性。戰前在心齋橋的大手洋貨店「浪速洋貨店」擔任經理和秘書。戰後由糸子雇為經理，負責店內帳務及進貨的工作。以自己的人脈將糸子介紹給泉州纖維商業組合。他也是中村春太郎的戲迷。
※以上演員的戲份在第22週（1973年9月14日地車祭）殺青。
- 水野浩二：小笹將繼

1985年時小原洋裝店的裁縫師，以齊藤源太為學習的對象。
- 山口孝枝：竹内都子

1985年時小原洋裝店的事務員。
- 篠山真：中山卓也

1985年在小原洋裝店對面開設金券屋（車票、門票的代售店）「岸城商會」。店舖歇業後，於2001年到小原洋裝店擔任勤務員。
- 郁子：千田訓子

第25週起登場。2001年時小原洋裝店的營業員。

### 神戶・松坂家
在神戶經營紡織業，千代的娘家。
- 松坂清三郎：寶田明

糸子的外公（千代的父親），糸子三個孩子的祖外公。從小成為學徒辛苦工作，之後成為松坂家的入贅女婿。很溺愛外孫女糸子，也有很淘氣的一面。1947年逝世。
1928年（昭和3年）的某一天，他搭車來到岸和田，看到桝谷補丁店，糸子在裡面因為剪裁工作而努力的苦戰著而看不過去，就把她帶到心齋橋飲茶店去，告訴她紡織廠裡有多餘的縫紉機，糸子可以自由使用。
糸子接受了心齋橋百貨公司的委託時，他將公司裡的縫紉機交給糸子，讓她專心縫製制服。在此同時，一切看在眼裡的父親善作，也買了台新的縫紉機回家。
戰後得了老年痴呆症，一次誤將糸子當成女兒千代，向她道出「自己沒能將心比心，對同樣是入贅女婿的善作（糸子的父親）太壞了」的心聲。
- 松坂貞子：十朱幸代

糸子的外婆（千代的母親），糸子三個孩子的祖外婆。和清三郎一樣，對孫子和孫女相當溺愛。在去心齋橋的飲茶店時，常常見到中村春太郎。1959年逝世。
- 松坂正一：田中隆三

糸子的舅舅（千代的哥哥）。前往泉州地區拜訪客戶的機會很多，為了看看妹妹千代與糸子她們的姪女們的情況，而時常來回岸和田。
- 松坂絹江：押谷香織

正一的妻子，糸子的舅媽。
- 松坂勇：渡邊大知

糸子的表兄弟（正一的兒子）。年幼時就和糸子的關係很好，並和糸子一起跳舞。

### 岸和田的人們

#### 吉田家
- 櫻井（吉田）奈津（童年：高須瑠香 、14～60歲：栗山千明 、晚年：江波杏子）

高級料亭「吉田屋」的女兒，糸子在尋常小學，女子學校時期的同學。做為年輕老闆娘並要繼承家業而專心努力學習和美容。對糸子態度冷淡，事實上相當關心，也想知道糸子的近況。在女子學校時期，因為她傲慢的個性，所以她沒有要好的朋友。從小就有對泰藏愛慕的心。之後泰藏和八重子結婚，1928年（昭和3年）4月14日時在「吉田屋」舉辦婚禮，奈津沒有出席。在那之後的1930年（昭和5年）的夏天，在心齋橋的西服店穿著洋裝在室內走動，讓糸子非常驚訝。在心齋橋的飲茶店，被糸子發現她與歌舞伎演員中村春太郎在交往。父親過世後與入贅丈夫成親，正式繼承為餐廳老闆娘。
1946年時與糸子再相見時，她卻淪為妓女，被玉枝勸說到「安岡美容室」工作，1948年與櫻井竹夫結婚，結婚後與櫻井搬到四國居住，櫻井去世後，回到岸和田。2001年住進岸和田中央醫院與糸子再次相見。出院後，糸子說服龍村醫院院長（龍村英一，辰巳琢郎飾演），讓她住進老人院。
全劇的最後一幕中（設定年代為2011年10月），當初小原家成功的故事被電視台相中，改編成電視劇。護士推著坐在輪椅上的老婦來到養老院大廳的電視機前，等著看電視劇「康乃馨」播出。這名看著播出的老婦即為奈津。附帶一提，這位沒有露面的老婦，並非飾演奈津晚年的演員江波杏子，而是劇中另一位演員川崎亞沙美（大阪府岸和田市出身，飾演糸子二女兒直子）的祖母。
- 吉田志津：梅田千繪

「吉田屋」的老闆娘，奈津的母親。
- 吉田克一：鍋島浩

「吉田屋」的老闆，奈津的父親。
- 吉田康夫：真鍋拓

吉田家的入贅女婿，後來在1942年時與藝妓跑了。

#### 安岡家
在糸子年幼時就時常從家來到這裡，並在這裡一起用餐，往來相當密切。
- 安岡玉枝：濱田麻里

經營美髮店，獨自一人養育兩個孩子。擅長做咖哩，本來和小原家的糸子很要好。戰爭發生時糸子過度熱心於勘助之事引起勘助戰後創傷，和糸子斷絕來往，戰後因勸回奈津事件和糸子再度恢復往來，自己也開始振作。1954年（昭和29年）把店交給八重子，成為祖奶奶的她，轉而照顧著孫子太郎的孩子也就是她的曾孫。1972年（昭和47年）9月逝世。
- 安岡泰藏：須賀貴匡

玉枝的長男。擔任地車木匠方面的工作做了7年。1928年（昭和3年）決定與八重子結婚，同年4月14日在吉田屋舉行婚禮。1942年（昭和17年）被徵召、1945年（昭和20年）戰死、7月戰死公報送至安岡家。
- 安岡八重子：田丸麻紀

泰藏的妻子。結婚後生了兒子（太郎），在結髮店裡工作。對人非常好，並向糸子說明當時的時尚雜誌的流行服飾，並希望糸子繼續以做西服為目標，讓糸子想起當初為了做西服而到補丁店工作的事情。對糸子做百貨公司的制服的設計，她在一旁提供協助。戰爭時期有段時間在糸子店裡幫忙，戰後在糸子的勸說下買了燙髮機，開設「安岡美容店」。1985年時已成故人。
- 安岡勘助：尾上寛之 （少年時代：吉岡龍輝）

玉枝的次男。糸子和奈津在尋常小學時期的同學。1927年（昭和2年）就讀中學校時，被學校同學欺負。1930年（昭和5年）在中學校畢業後，於紡織工廠開始工作，因為工作不順而對糸子發牢騷。同年秋天因為經濟不景氣被紡織工廠給解僱了，並在點心店工作。戰爭初期被徵召，但得了戰後創傷回到岸和田，有段時間一時封閉自己，戰爭末期再度上戰場，不久即戰死。
- 安岡太郎：倉本發 （少年時代：大原光太郎）

泰藏與八重子的長男。
- 安岡次郎：坪田大輝→三田村陽斗

泰藏與八重子的次男。
- 安岡三郎：坪田大輝→山田涼太

泰藏與八重子的三男。

#### 桝谷男褲店
- 桝谷幸吉：Tomizu雅（北村雅英）

桝谷男褲店的店長。對人敦厚人品又好，被員工們稱呼為「大將」。很中意糸子，並招待她到店裡，要糸子到店裡工作。可是，因為受到經濟不景氣的引響經營不順利，因此很痛苦的把糸子給解僱了。對於解雇糸子的事情，在偶然遇到善作的時候向他道歉，並說對於糸子的商業才能有先見之明的「做西服能賺錢」的話。
- 桝谷小夜：一木美貴子

幸吉的老婆。和幸吉一樣，很中意糸子。由於經濟不景氣的理由迫使解雇糸子的事情，和丈夫一樣都感到悲傷。
- 坂本：金谷克海

桝谷男褲店的員工。在店內的地位僅次於店長幸吉。
- 岡村：河野智宏

桝谷男褲店的員工。和同事田中，每天為了哪一個是前輩而爭吵了10年以上，認為自己是比田中早1週工作。
- 田中：湯淺崇

桝谷男褲店的員工。在員工中是最嚴格的一個。和同事田中每天為了哪一個是前輩而爭吵10年以上，比岡村年長。他的父親專著男用的清涼裝，對糸子提議做西服，在知道糸子製作百貨公司的制服時感到相當佩服。
- 山口：中村大輝

桝谷男褲店的員工。在店裡是比糸子早來2年的前輩，糸子口中「奇怪的人」。在糸子被解雇後，到小原和服店拜訪糸子，並各訴糸子，桝谷原本是要開除他的。

#### 木之元家
- 木之元榮作：甲本雅裕

戰前在小原和服店附近經營電器行。之前開過許多不同類型的店，電器店之前是「撞球」場。1954年電器行歇業，開設「美國商會」專賣外國進口的雜貨，之後由長男志郎（城土井大智飾演）繼續經營。1961年開設咖啡店「太鼓」。長男志郎在「美國商會」年歇業後，到日本橋開設電器行。
- 木之元節子：西村亞矢子

榮作的妻子。電器店開店後與榮作結婚。對人態度很冷淡，讓糸子家附近的孩子們都不敢靠近。
以上兩人在1985年時已成故人。

#### 木岡家
- 木岡保男：上杉祥三

在小原和服店隔壁經營鞋店（下駄、草履）。對妻子美代拍馬屁，作為「日本之魂」而沒有放置下駄（木屐）和草履（草鞋）以外的商品，1930年（昭和5年）為順應潮流開始販賣皮鞋及高跟鞋，讓善作相當生氣。
- 木岡美代：飯島順子

保男的妻子。在糸子年幼時教導她關於清涼裝的事。
以上兩人在1985年時已成故人。

### 其他人們
- 駒子：宮嶋麻衣

經常出入吉田屋的藝妓，奈津與糸子的好友。
- 奥中宗次郎：小松健悦

小原家附近的鄰居，與善作及木之元一同去溫泉旅行。
- 川本亘：濱口望海

糸子的小叔（阿勝的大弟）。
- 川本實：福田善晴

第17週登場。糸子的小叔（阿勝的二弟）。
- 根岸良子：財前直見

來自東京的縫紉機製造商「Stinger」（勝家縫紉機為原型，順便一提補丁店的縫紉機是Stinger）派遣的縫紉機的營業員。穿著洋裝登場。並在木之元電器店店裡實際表演縫紉機，並在心齋橋的縫紉機製造商的營業所擔任縫紉機教室的講師，並教導縫紉機的使用方法。糸子希望她教她洋裝的製作，但是因為她只為縫紉機購買者為對象的講師的理由而拒絕了。可是，由於善作的苦苦懇求後，在回東京的前1週的休假的條件裡，希望善作能教她能樂，在小原家停留的時候教導糸子做西服（西服的穿法和尺寸等的基礎的部分）。
- 中村春太郎 → 中村冬藏：小泉孝太郎

當時的青年歌舞伎演員。經常來心齋橋的飲茶室，身旁的女伴每次都不同，其中還包括了糸子的同學吉田奈津。改名中村冬藏後，成為當紅的歌舞伎演員。
- 紗英（冴）：黒谷友香

舞廳的舞女。在一次意外的機會得知糸子在服裝店製作服裝，為了要讓客人耳目一新，請糸子替自己訂做洋裝。之後與糸子成為好友。1941年（昭和16年），舞廳因戰爭關閉，改成軍需工廠。親弟弟在戰場上戰死。1945年（昭和20年）9月與糸子再度相見。1961年（昭和36年），成為心齋橋高級俱樂部的媽媽桑。
※黒谷友香的戲份在第22週（1973年9月14日山車祭）殺青。
- 神宮寺源藏：石田太郎

本地的大地主，為了替女兒（酒井藍飾演）相親，向善作訂做一件新娘裝，不過之後因故中止了。
- 佐藤平吉：久野雅弘（少年時代：木村風太）

安岡勘助的朋友。
- 佐藤寬太：稻田賢人（少年時代）

佐藤平吉的哥哥。
- 佐藤寬太的夥伴：久保田輝、平野道彥
- 三浦平藏：近藤正臣

在貝塚經營紡織業的泉州繊維商業公會會長。
- 北村達雄：阿星（ほっしゃん。）

泉州繊維商業公會的會員。1985年時已成故人。
- 周防龍一：綾野剛

紳士服師傅。在長崎經營的店舖，於大戰末期的原子彈爆炸中燒毀，之後與妻子一起回到岸和田。戰後在一次的宴席中遇見了糸子。1948年（昭和23年），在糸子的洋裝店幫忙縫製洋裝。已有妻小的他，與糸子有曖昧關係。之後周防得到糸子的協助，以貸款開設了紳士服裝店。1968年（昭和43年）還清貸款，自此獨立營運。1970年（昭和45年）妻子去世。1973年（昭和48年）孩子長大成人後關閉店舖，回到長崎鄉下。2005年時已成故人。
- 齊藤源太：郭智博

直子在服裝學校的同學。說話帶有青森腔。繼直子之後，於1959年（昭和34年）9月獲得「裝麗賞」的獎項。1964年（昭和39年）前往巴黎。角色原型為小篠順子在東京文化服裝學院時代的同學高田賢三（1939年2月27日生）

#### 心齋橋百貨公司
- 花村喜一：國村隼

心齋橋百貨公司的經理。為了來製作女性店員的制服而來的糸子，最初因為業績沒有年輕女性的緣故，拒絕的糸子。但是日後，看了糸子穿著自己設計的制服後決定試著採用。首賣日和計畫同一天宣布，指定要前一天的1月2日上午10點為止指定的交貨，要求合計20件。
國村在尾野初次的電影演出作品「萌之朱雀」中飾演尾野的父親，「康乃馨」是國村與尾野第二度合作演出的作品。
- 入口的店員：辻本瑞貴

來到百貨公司被糸子請託去見社長的女子，但社長不在為此就帶她去見花村經理，而在後來看到糸子製作的衣服大吃一驚。看到糸子嘗試做的制服很想要穿看看，相當支持糸子。
- 電梯小姐：加藤千果

#### 紳士服王家
- 店主：團時朗

#### 末松商店
- 店主：板尾創路
- 長谷康子：中村美律子

#### 糸子晚年時登場的人物
- 河瀬讓：川岡大次郎

布料批發商「川瀬商會」的小開。
- 河瀬讓的父親：佐川滿男

布料批發商「川瀬商會」的社長。2005年逝世。
- 吉岡榮之助：茂山逸平

譲的友人、京都的和服店老闆的兒子。
- 高山守：藤間宇宙

譲與榮之助的友人。「春光商事」的業務員。因負責業務的關係，經常與糸子有生意上的往來。
- 神山正志：榎田貴斗

在第23週登場。里香（糸子的孫女）的朋友，1985年高中生時期與里香有曖昧關係，在1986年的山車祭時兩人再度相遇。之後兩人各自成家，2001年時已是兩個兒子的父親。

#### 客串演出
- 教師：桂茶釜

在第1週登場。尋常小學的教師。
- 留子：西川鹿野子

在第1週登場。因為丈夫對她訴諸暴力而向志津哭訴要離婚的事情。奈津叫她「留姨」，可能有親戚關係，不過關係不明。
- 客人：國木田河童

在第5週登場。向糸子訂購補丁100件。
- 澤田：三島由理子

在第10週、第11週、第12週登場。大日本國防婦人會的女性成員。與婦人會其他2人（麻生繪理香等人飾演）造訪小原洋裝店、以大戰物資缺乏為由要求糸子提供縫紉機，但被糸子拒絕。
- 菊乃：赤松悠實

在第10週登場。勝的外遇對象。
- 靜子的男友：濱口秀二

在第15週登場。
- 退伍士兵：土平友厚

在第15週登場。與勝是同一部隊的戰友。專程拜訪糸子、將勝在戰場上的一切遭遇都告訴了糸子。
- 櫻井竹夫：石井章雄

在第17週登場。奈津的再婚對象。與奈津的婚禮前，為了要訂製燕尾服而來到小原洋裝店。與奈津真心相愛，2001年（平成13年）逝世。
- 鳥山：末成由美

在第21週登場。日式點心店的女社長。是相當出名的難搞客人。喜歡聰子的設計風格，經常要求聰子替她製作洋裝，後因覺得聰子露大腿的設計很不知羞恥而揚言不再光顧，讓糸子和其他員工相當開心。
- 強尼：淺利陽介

在第22週、完結篇登場。經常光顧直子時裝店的男歌手。個子矮小，經常穿著增高後的鞋子。角色原型為日本男歌手澤田研二（1948年6月25日生，是英國女星茱莉·安德魯絲的影迷，因此給自己取了「茱莉」的外號）
- 白川奈奈子：村上東奈

在第22週、完結篇登場。直子時裝店的顧客、女演員。最初來到直子時裝店時，因為對未來感到茫然，向在店中幫忙的糸子哭訴。之後在糸子的鼓勵下，穿上直子設計的時髦服裝，恢復了自信，成為當紅的女演員。
- 清川澄子：三林京子

在第23週登場。為了要替母親製作洋裝，而來到小原洋装店。
- 不動産仲介公司的男職員：増田英彦（增田岡田）、達淳一

在第23週登場。小原洋裝店隔壁的不動産仲介公司業務員。
- 川上：天久美智子

在完結篇登場。東京某醫院的前任護士長。（本姓周防）周防龍一的女兒。

## 片頭
前置標題之後，裁縫用具（捲尺、素描簿、材料等等）和縫紉機等等相關的背面工具，以糸子為模型的黏土動畫（刺繡的縫針、鈕扣在轉動，行動中的縫紉機在穿過布的上面，縫紉機像地車祭山車一樣印象的場面）就此展開，最後以牛奶瓶裡插著的康乃馨開花作為結束。
前作《太陽公公》在播出時片頭部分的時間不被縮短，星期一大概80秒，在那之外大概以60秒構成。

## 片尾
片尾是，「時髦照相館」，當日介紹從大正到昭和50年代的女性時尚寫真照，在大阪局公開照片。（緯來日本台播出的版本則是在每集的廣告時段，播出由台灣觀眾提供的女性時尚照片，時間從民國20～70年代不等）

## 旁白
由飾演主角的尾野真千子親自擔任旁白。文章版的旁白是山本美希進行播報。

## 評價
播出後獲得廣泛好評，被評論家稱為「晨間劇史上最高傑作」、「編劇、導演、演員，三項到位」、「編劇、演員、導演三位一體，加乘效果強大，是吸引力十足的電視劇。為晨間劇一股嶄新的風格表現」等評語，本劇及女主角尾野真千子並獲得該年度多項電視劇獎。

## 獎項
| 年份 | 大賞                                | 獎項                       | 得獎者     | 結果 |
| ---- | ----------------------------------- | -------------------------- | ---------- | ---- |
|      | 第72回日劇學院賞                    | 最優秀作品賞               |            | 獲獎 |
|      | 第72回日劇學院賞                    | 主演女優賞                 | 尾野真千子 | 獲獎 |
|      | 第72回日劇學院賞                    | 特別賞                     | 夏木麻里   | 獲獎 |
|      | 放送人の会 放送人グランプリ 2012    | 特別賞                     |            | 獲獎 |
|      | 第38回放送文化基金賞                | 電視劇節目部門優秀賞       |            | 獲獎 |
|      | 第49回銀河獎                        | 電視劇部門大賞             |            | 獲獎 |
|      | 東京國際戲劇節                      | 作品賞「連續劇部門」優秀賞 |            | 獲獎 |
|      | 東京國際戲劇節                      | 主演女優賞                 | 尾野真千子 | 獲獎 |
|      | 東京國際戲劇節                      | 導演賞                     | 田中健二   | 獲獎 |
|      | 日本電影製片人協會 第37回黃金飛翔獎 | 新人賞                     | 尾野真千子 | 獲獎 |
|      | 第21回橋田獎                        | 新人賞                     | 尾野真千子 | 獲獎 |

## 製作
- 編劇：渡邊綾
- 音樂：佐藤直紀
- 製作人：城谷厚司
- 主題歌：椎名林檎「康馨」[14]
- 方言指導：林英世
- 導演：田中健二、末永創 等

## 收視率、播放日期
| 週數                                                     | 播放日期                  | 日文副標題 | 中文譯         | 花語的花   | 導演     | 週間最高收視率 |
| -------------------------------------------------------- | ------------------------- | ---------- | -------------- | ---------- | -------- | -------------- |
| 1                                                        | 2011年10月3日 - 10月8日   |            | 嚮往           | 向日葵     | 田中健二 | 17.4%          |
| 2                                                        | 2011年10月10日 - 10月15日 |            | 開創命運       | 報春花     | 田中健二 | 18.5%          |
| 3                                                        | 2011年10月17日 - 10月22日 |            | 充滿熱情的心   | 美人蕉     | 末永創   | 17.9%          |
| 4                                                        | 2011年10月24日 - 10月29日 |            | 驕傲           | 孤挺花     | 末永創   | 19.2%          |
| 5                                                        | 2011年10月31日 - 11月5日  |            | 看著我         | 透百合     | 田中健二 | 18.6%          |
| 6                                                        | 2011年11月7日 - 11月12日  |            | 少女的真心     | 大波斯菊   | 安達繩   | 19.7%          |
| 7                                                        | 2011年11月14日 - 11月19日 |            | 變遷的歲月     | 地榆       | 安達繩   | 19.6%          |
| 8                                                        | 2011年11月21日 - 11月26日 |            | 幸福的人       | 王爺葵     | 田中健二 | 19.7%          |
| 9                                                        | 2011年11月28日 - 12月3日  |            | 時常想念著     | 鼠麴草     | 末永創   | 20.4%          |
| 10                                                       | 2011年12月5日 - 12月10日  |            |                | 齒葉溲疏   | 小島史敬 | 20.5%          |
| 11                                                       | 2011年12月12日 - 12月17日 |            | 殷切的願望     | 石頭花     | 小島史敬 | 20.8%          |
| 12                                                       | 2011年12月19日 - 12月24日 |            | 逐漸淡薄的希望 | 罌粟秋牡丹 | 福岡利武 | 19.7%          |
| 13                                                       | 2011年12月26日 - 12月28日 |            | 活下去         | 金盞花     | 田中健二 | 18.9%          |
| 14                                                       | 2012年1月4日 - 1月7日     |            | 明亮的未來     | 葡萄風信子 | 田中健二 | 18.4%          |
| 15                                                       | 2012年1月9日 - 1月14日    |            | 愛的力量       | 紅花       | 安達繩   | 19.7%          |
| 16                                                       | 2012年1月16日 - 1月20日   |            | 動搖的心       | 布袋蓮     | 末永創   | 20.1%          |
| 17                                                       | 2012年1月23日 - 1月28日   |            | 無法隱藏的戀情 | 毛地黃     | 福岡利武 | 25.0%          |
| 18                                                       | 2012年1月30日 - 2月4日    |            | 對手           | 半邊蓮     | 田中健二 | 20.5%          |
| 19                                                       | 2012年2月6日 - 2月11日    |            |                | 雪割草     | 安達繩   | 20.7%          |
| 20                                                       | 2012年2月13日 - 2月18日   |            | 我想保護你     | 落地生根   | 松川博敬 | 20.8%          |
| 21                                                       | 2012年2月20日 - 2月25日   |            | 毅然的態度     | 金光菊     | 盆子原誠 | 20.6%          |
| 22                                                       | 2012年2月27日 - 3月3日    |            | 無悔的青春     | 番紅花     | 田中健二 | 23.0%          |
| 23                                                       | 2012年3月5日 - 3月10日    |            | 不要迷惑我     | 長葉車前   | 安達繩   | 21.3%          |
| 24                                                       | 2012年3月12日 - 3月17日   |            |                | 金針花     | 熊野律時 | 20.3%          |
| 25                                                       | 2012年3月19日 - 3月24日   |            | 奇蹟           | 彩虹玫瑰   | 松川博敬 | 20.8%          |
| 26                                                       | 2012年3月26日 - 3月31日   |            | 妳的愛永留人間 |            | 田中健二 | 23.3%          |
| 平均收視率19.10%（收視率由Video Research於關東地區調查） |                           |            |                |            |          |                |

## 外部連結
- NHK官方網站（日語）
- NHK官網尾野真千子專訪 （页面存档备份，存于）（日語）
- 《糸子的洋裝店》緯來日本台官方網站 （页面存档备份，存于）（繁體中文）
- 「系子」尾野真千子 緯來日本台專訪全記錄 （页面存档备份，存于）（繁體中文）

## 節目的變遷
| 日本 NHK 晨間小說連續劇                  | 日本 NHK 晨間小說連續劇                  | 日本 NHK 晨間小說連續劇 |
| ---------------------------------------- | ---------------------------------------- | ----------------------- |
|                                          | 康乃馨 （2011年10月3日－2012年3月31日）  |                         |
| 太陽公公 （2011年4月4日－2011年10月1日） | 小梅醫生 （2012年4月2日－2012年9月29日） |                         |

| 臺灣 緯來日本台 星期一至五 22:00 - 23:00 · 2012/12/27 延後播出 22:15 - 23:15 · 12/31－2013/1/1 暫停播出 · （12/31 22:00 - 00:00 播放『日韓亞洲第一爭霸戰』 · 2013/01/01 18:00 - 22:30 播放『 STATION新春豪華版』 · 22:30 - 00:30 播放『盾大對決』） · 01/02 延後播出 22:15 - 23:15 | 臺灣 緯來日本台 星期一至五 22:00 - 23:00 · 2012/12/27 延後播出 22:15 - 23:15 · 12/31－2013/1/1 暫停播出 · （12/31 22:00 - 00:00 播放『日韓亞洲第一爭霸戰』 · 2013/01/01 18:00 - 22:30 播放『 STATION新春豪華版』 · 22:30 - 00:30 播放『盾大對決』） · 01/02 延後播出 22:15 - 23:15 | 臺灣 緯來日本台 星期一至五 22:00 - 23:00 · 2012/12/27 延後播出 22:15 - 23:15 · 12/31－2013/1/1 暫停播出 · （12/31 22:00 - 00:00 播放『日韓亞洲第一爭霸戰』 · 2013/01/01 18:00 - 22:30 播放『 STATION新春豪華版』 · 22:30 - 00:30 播放『盾大對決』） · 01/02 延後播出 22:15 - 23:15 |
| --- | --- | --- |
| | 糸子的洋裝店 （2012.11.05 - 2013.1.15） | |
| 絕對零度SP （2012.10.17） 絕對零度2 （2012.10.18 - 202.11.01） | 高山診療所 （2013.1.16 - 2013.1.29） | |
| 星期一至五 20:00 - 22:00 | | |
| 緋色碎片1 變身指令1+2 （2013.01.21 - 2013.02.07 20:00 - 21:00） HERO （一次播兩集） （2013.01.17 - 2013.01.31 21:00 - 23:00） | 糸子的洋裝店 （一次播兩集） （2013.02.18 - 2013.03.22） | 鬼郎之妻 （一次播兩集） （2013.03.25 - 2013.04.29） |

| 马来西亚 Astro全佳HD 星期一至五20:00-20:30 | 马来西亚 Astro全佳HD 星期一至五20:00-20:30    | 马来西亚 Astro全佳HD 星期一至五20:00-20:30 |
| ------------------------------------------ | --------------------------------------------- | ------------------------------------------ |
|                                            | 糸子的洋裝店 （2013年4月1日 - 2013年7月12日） |                                            |
| 旅遊節目                                   | 小梅醫生 （2013年7月15日 - 2013年10月30日）   |                                            |

| 马来西亚 Astro雙星 星期六 17:30 - 19:30（連播四集） | 马来西亚 Astro雙星 星期六 17:30 - 19:30（連播四集） | 马来西亚 Astro雙星 星期六 17:30 - 19:30（連播四集） |
| --------------------------------------------------- | --------------------------------------------------- | --------------------------------------------------- |
|                                                     | 糸子的洋裝店 （2013年12月28日 - 2014年5月10日）     |                                                     |
| 未定                                                | 小梅醫生 （2014年5月17日－2014年9月27日）           |                                                     |

| 臺灣 東森戲劇台 星期一至五 19:00 - 20:00 · 1月13日起，改為18:00 - 20:00 | 臺灣 東森戲劇台 星期一至五 19:00 - 20:00 · 1月13日起，改為18:00 - 20:00 | 臺灣 東森戲劇台 星期一至五 19:00 - 20:00 · 1月13日起，改為18:00 - 20:00 |
| ----------------------------------------------------------------------- | ----------------------------------------------------------------------- | ----------------------------------------------------------------------- |
|                                                                         | 糸子的洋裝店 （2016年1月6日－2016年2月10日）                            |                                                                         |
| 鬼太郎之妻 （2015年12月2日－2016年1月12日）                             | 阿信 （2016年2月11日－2016年4月20日）                                   |                                                                         |

| 臺灣 緯來綜合台 星期一至五 21:00 - 22:00 | 臺灣 緯來綜合台 星期一至五 21:00 - 22:00 | 臺灣 緯來綜合台 星期一至五 21:00 - 22:00 |
| ---------------------------------------- | ---------------------------------------- | ---------------------------------------- |
|                                          | 糸子的洋裝店 （2021年7月21日－年月日）   |                                          |
| —                                        | —                                        |                                          |